# Governante dei figli di Francia
In Francia, la governante dei figli di Francia, qualche volta la governante dei bambini reali, era l'incaricato dell'educazione dei figli e nipoti del monarca. Il detentore dell'ufficio era preso fra i più alti ranghi della nobiltà francese. La governante era supportata da varie sotto governanti (sous gouvernantes).

## Governanti dei figli di Francia

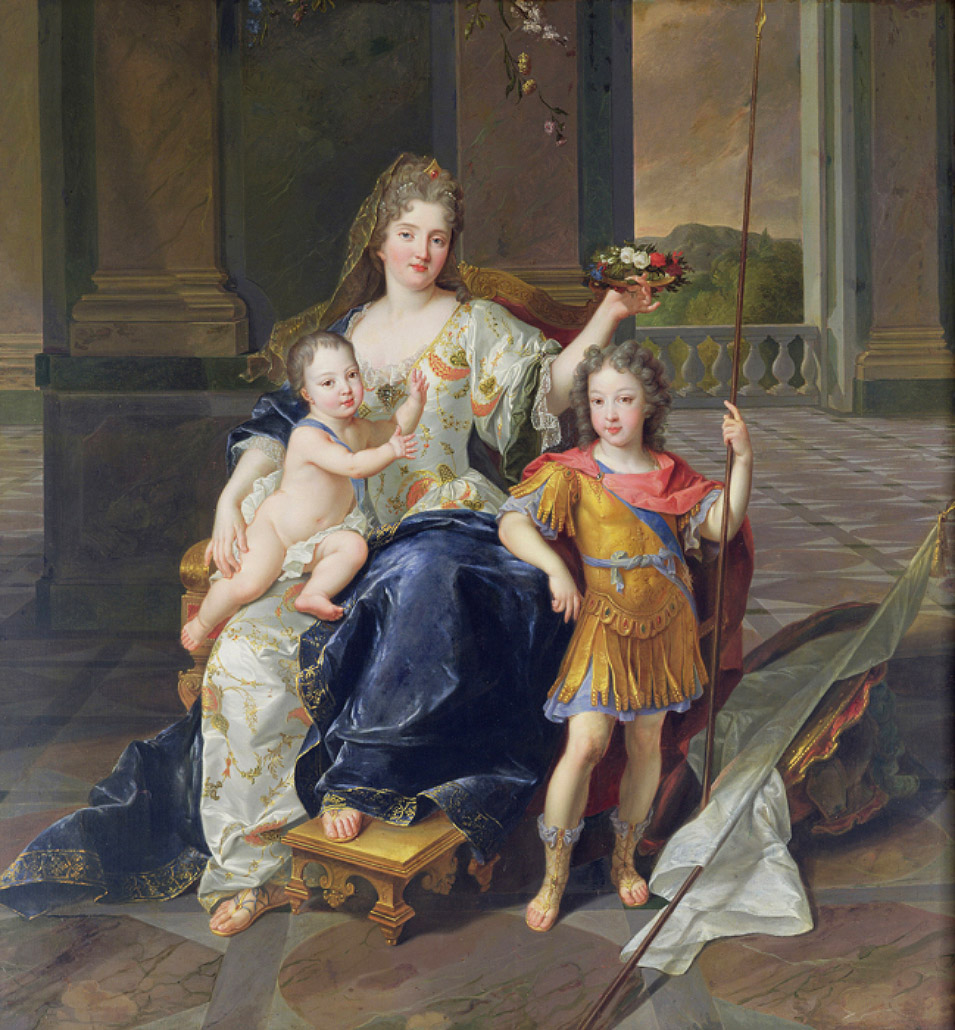
La duchessa di La Ferté-Senneterre con il duca d'Anjou sulle sue ginocchia e il duca di Bretagna, François de Troy.

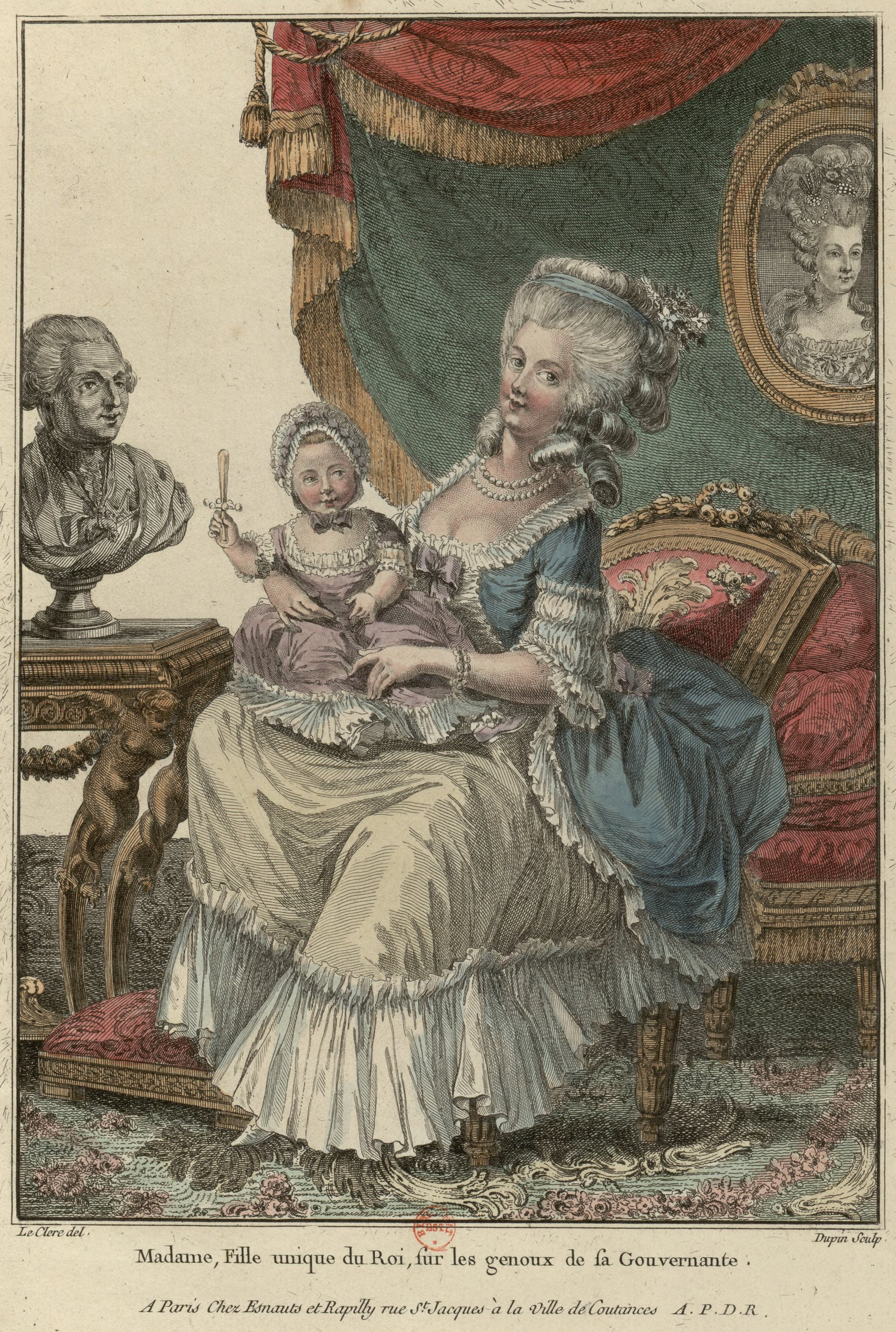
Incisione di Victoire de Rohan con Madame Royale dominato da un dipinto di Maria Antonietta, artista sconosciuto.

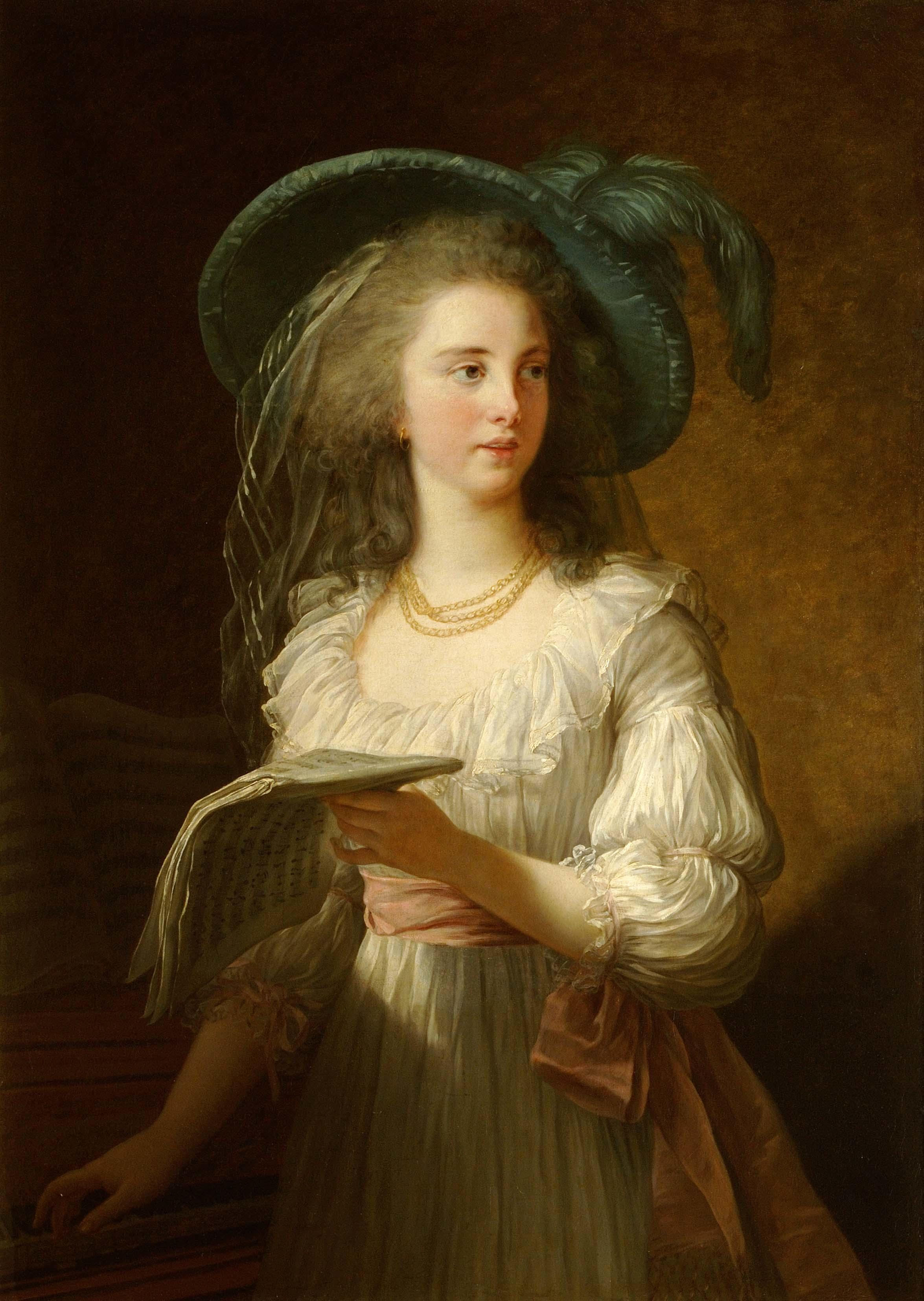
Yolande de Polastron, ritratta da Madame Vigée Le Brun.

### Enrico II di Francia
- Claude Catherine de Clermont (1543-1603), duchessa di Retz.

### Figli di Luigi XIII
- Françoise de Lansac (1583-1657).

### Figli di Luigi XIV
- 1661-1672: Louise de Prie (1624-1709), marchesa di Toucy, duchessa di Cardona, moglie di Philippe de La Mothe-Houdancourt.
- 1669-1682: Françoise d'Aubigné (1635-1719), marchesa di Maintenon, governante del duc du Maine, Mademoiselle de Nantes, Mademoiselle de Tours e del comte de Vexin, figli illegittimi di Luigi XIV e madame de Montespan.

#### Figli del gran delfino
- 1682-1691: Louise de Prie, (1624-1709), marchesa di Toucy, duchessa di Cardona.

#### Figli del duca di Borgogna
- 1709-1710: Marie Isabelle Gabrielle Angélique de La Mothe-Houdancourt (1654-1726), duchessa di La Ferté-Senneterre, figlia del duca e duchessa di Cardona e sorella maggiore di Madame de Ventadour.
- 1710-1735: Charlotte de La Mothe-Houdancourt (1651-1744), duchessa di Ventadour, figlia del duca e duchessa di Cardona.

### Figli di Luigi XV
- 1727-1735: Charlotte de La Mothe-Houdancourt, (1654-1744), duchessa di Ventadour.
  - Anne Julie de Melun funse da sous gouvernante a madame de Ventadour.[1]
- 1735-1754: Marie Isabelle de Rohan (1699-1754), duchessa di Tallard, figlia di Hercule Mériadec de Rohan, duca di Rohan-Rohan ed Anne Geneviève de Lévis, nipote della duchessa di Ventadour.

#### Figli di Luigi, delfino di Francia
- 1735-1754: Marie Isabelle de Rohan (1699-1754), duchessa di Tallard.
- 1754-1776: Marie Louise de Rohan (1720-1803), contessa di Marsan, figlia di Jules de Rohan, principe di Soubise e una bisnipote della duchessa di Ventadour.

### Figli di Luigi XVI
- 1778-1782: Victoire de Rohan (1743-1807), principessa di Guéméné, bis-bisnipote della duchessa di Ventadour.
- 1782-1789: Yolande de Polastron (1749-1793), duchessa di Polignac.
- 1789-1792: Louise Elisabeth de Croÿ (1749-1832), marchesa di Tourzel.

### Figli di Luigi Filippo I
- 1773-1791: Stéphanie Félicité du Crest de Saint-Aubin (1746-1830), Contessa di Genlis.